# Manfred Friedrich Schneider
Manfred Friedrich Schneider (* 2. Januar 1937 in Berlin) ist ein deutscher Mathematiker und Hochschullehrer.

## Leben
Schneider studierte Mathematik an der Technischen Universität Berlin (TUB). Von 1962 bis 1970 arbeitete er als wissenschaftlicher Assistent am Lehrstuhl für Mathematik und Mechanik des Mathematischen Instituts an der Fakultät II für Allgemeine Ingenieurwissenschaften der TUB. Er promovierte 1966 dort bei Wolfgang Siegfried Haack mit einer Arbeit zum Thema Eindeutigkeit und Randwertprobleme bei einem hyperbolischen Differentialgleichungssystem in der Umgebung eines parabolischen Punktes. 1970 habilitierte er sich ebenda.
Ab 1970 war er an der TUB Dozent, Akademischer Rat, Privatdozent, Professor und von 1971 bis 1979 ordentlicher Professor für Mathematik. Von 1979 bis zu seiner Emeritierung hatte er als Nachfolger von Hans Wittich den Lehrstuhl für Mathematik am Mathematischen Institut I der Fakultät für Mathematik der Universität Karlsruhe inne.

## Forschungsinteressen
Schneider forscht auf den Gebieten der partiellen Differentialgleichungen und der Funktionalanalysis. Speziell publizierte er viele Untersuchungen und Forschungsergebnisse zum Tricomi-Problem, das Fragestellungen der Strömungsmechanik behandelt.

## Ämter, Vorlesungen
Schneider war an der TUB von 1974 bis 1975 Vorsitzender und von 1975 bis 1977 stellvertretender Vorsitzender des Fachbereichsrates 3 für Mathematik der TUB. Von 1995 bis 2000 war er Prorektor an der Universität Karlsruhe. Er hielt Vorlesungen über Mathematik und Höhere Mathematik.

## Veröffentlichungen (Auswahl)
- Über die Verwendung inverser Operatoren in der Feldtheorie, 1998, Electrical Engineering 81(1):, doi:10.1007/BF01233051
- Mit Nikolai A. Larkin: Uniqueness theorems for a nonlinear Tricomi problem and the related evolution problem, 1995, Mathematical Methods in the Applied Sciences 18 online
- Regularitätsaussagen für Lösungen des Tricomi-Problems, 1992, Results in Mathematics 22 doi:10.1007/BF03323121
- Mit Nikolai A. Larkin: A Stabilization Method for the Tricomi Problem, 1990 Zeitschrift für Analysis und ihre Anwendungen online
- Mit Abdul Kadir Aziz, Roland Lemmert: The existence of generalized solutions for a class of linear and nonlinear equations of mixed type, 1990, Note Mat. 10, No.Suppl. 1
- Mit A. Kadir Aziz, Roland Lemmert: A finite element method for the nonlinear Tricomi problem, 1990, Numer. Math. 58, No. 1
- Mit A. Kadir Aziz: Uniqueness theorems for the Frankl-Morawetz problem in R2 for a class of nonlinear equations of mixed type, 1986, Math. Nachr. 125 online
- Mit A. Kadir Aziz: The existence of generalized solutions for a class of quasi-linear equations of mixed type, 1985, J. Math. Anal. Appl. 107
- Eindeutigkeitsaussagen für das Tricomi-Problem im R2 für eine Klasse nichtlinearer Gleichungen gemischten Typs, 1984, Monatshefte für Mathematik 97(1) doi:10.1007/BF01380892
- Mit A. Kadir Aziz, Houde Han: A finite element method for a boundary value problem of mixed type, 1984, Numer. Math. 44 online
- Mit A. Kadir Aziz: Weak solutions of the Gellerstedt and the Gellerstedt-Neumann problems, 1984, Trans. Am. Math. Soc. 283 online
- Mit A. Kadir Aziz, John B. Bell: Existence and uniqueness for an equation of mixed type in a rectangle, 1982, Math. Methods Appl. Sci. 4
- Mit A. Kadir Aziz: On uniqueness of Neumann-Tricomi problem in R2, 1980, Math. Methods Appl. Sci. 2 online
- Mit A. Kadir Aziz: A finite element method for the Tricomi problem, 1980, Numer. Math. 35 online
- Mit A. Kadir Aziz: Frankl-Morawetz problem in R3, 1979, SIAM J. Math. Anal. 10 online
- Mit A. Kadir Aziz: On uniqueness of Frankl-Morawetz problem in R2, 1978, Monatsh. Math. 85 online
- Über Randwertprobleme für Gleichungen vom gemischten Typ im R3, 1977, Ann. Pol. Math. 34
- Introduction to partial differential equations of mixed type, 1977, Newark, Delaware: Institute for Mathematical Sciences. University of Delaware
- Über schwache und halbstarke Lösungen des TRICOMI-Problems, 1974, Mathematische Nachrichten 60, doi:10.1002/mana.19740600117
- Funktionalanalytische Methoden zur Behandlung von linearen partiellen Differentialgleichungen vom gemischten Typ, 1974
- Schwache und halbstarke Lösungen des Tricomi Problems für lineare partielle Differentialgleichungen zweiter Ordnung, 1973
- Über die Eindeutigkeit des Tricomi- und Gellerstedt-Problems, 1972
- Eindeutigkeit und Randwertprobleme bei einem hyperbolischen Differentialgleichungssystem in der Umgebung eines parabolischen Punktes, 1966, Berlin: Fakultät für Allgemeine Ingenieurwissenschaften der Technischen Universität